# カンバーランド砦の戦い
カンバーランド砦の戦い（英: Battle of Fort Cumberland）は、アメリカ独立戦争中の1776年遅く、アメリカ独立推進派のジョナサン・エディが少数の民兵を率いてノバスコシアを味方に引き入れようとした試みである。エディはマサチューセッツ湾植民地からあまり兵站支援を得られないまま、400ないし500名の民兵とインディアンでノバスコシア中部（現在はノバスコシアとニューブランズウィック州の州境近く）のカンバーランド砦を囲み襲撃しようとした。
砦の守備隊はフレンチ・インディアン戦争の古参兵ジョセフ・ゴーラムが指揮するほとんどが地元植民地の民兵だったが、エディの数回にわたる襲撃を撃退し、最終的に11月29日に援軍が到着して包囲部隊を駆逐したときに解放された。包囲戦を支持した地元民に対する報復として多くの家屋や農場が破壊され、パトリオット（独立推進派）のシンパは地域から追い出された。カンバーランド砦を守り抜いたことで海洋国家イギリスの植民地は一体性が保たれ、ノバスコシアは戦争が終わるまでイギリス側に留まった。

## 背景
アメリカ独立戦争の初期、ノバスコシアの守りは概して貧弱であり、東部で起こっている混乱によりアメリカ人が指導する暴動が起こる恐れがあった。1776年初期までにハリファックスに幾らかの援軍が到着したものの、植民地のフロンティア（辺境部）は少数の守備隊がいるだけだった。
カンバーランド砦は現在のノバスコシア本島とニューブランズウィックを繋ぐチグネクト地峡にあった。この地域はそれ以前の時代にフランス植民地アカディアとイギリスの支配するノバスコシアとの間の紛争で戦略的に重要な地点だった。カンバーランド砦は当初1750年にフランスがボーセジュール砦として建設したものであり、脆弱な状態にあった。イギリスは1755年のボーセジュール砦の戦いでこの砦をフランスから奪い、七年戦争が終わった後は最小の守備隊を置くだけで、1768年には放棄されていた。
1775年6月には既に、イギリス軍トマス・ゲイジ将軍の命令で、パトリオットの活動に対して植民地を守るためにジョセフ・ゴーラム大佐がノバスコシアの民兵とインディアンの部隊起ち上げに動いた。1776年夏、砦に到着したゴーラムと200名のロイヤリスト（王党派）の守備隊は砦を防御できる状態にするためのできる限りのことをした。しかしゴーラム隊は適切に補給されていたわけではなく、その兵士は食料から制服まであらゆるものが欠けていた。さらに地元民は概してパトリオットの側に同情的であり、砦修復の援助を断り、砦の守備隊員を脱走させて戦力を削ぐ試みすらしていた。

## ノバスコシアにおける不満
ジョナサン・エディはマサチューセッツ湾植民地生まれで、砦のあるノバスコシアのカンバーランド郡住人だった。植民地議会の議員であるエディとジョン・アランが、この地域でのパトリオット側活動の中心であり、その活動はノバスコシアに幾つかある扇動温床の一つだった。他のパトリオット側活動としては、セントジョン川渓谷にあるサンベリー郡（現在はニューブランズウィック州）のモーガービルやコーブクイドがあり、またピクトウやパサマクォディ湾地域でも小さな動きがあったが、これらは現在のメイン州とニューブランズウィック州に分かれる地域だった。これら地域のパトリオットは相互に連絡を取っており、カンバーランドやモーガービルの者達は近隣のインディアン（パサマクォディ族、マリシート族およびミクマク族）を味方に引き入れようと活動していた。

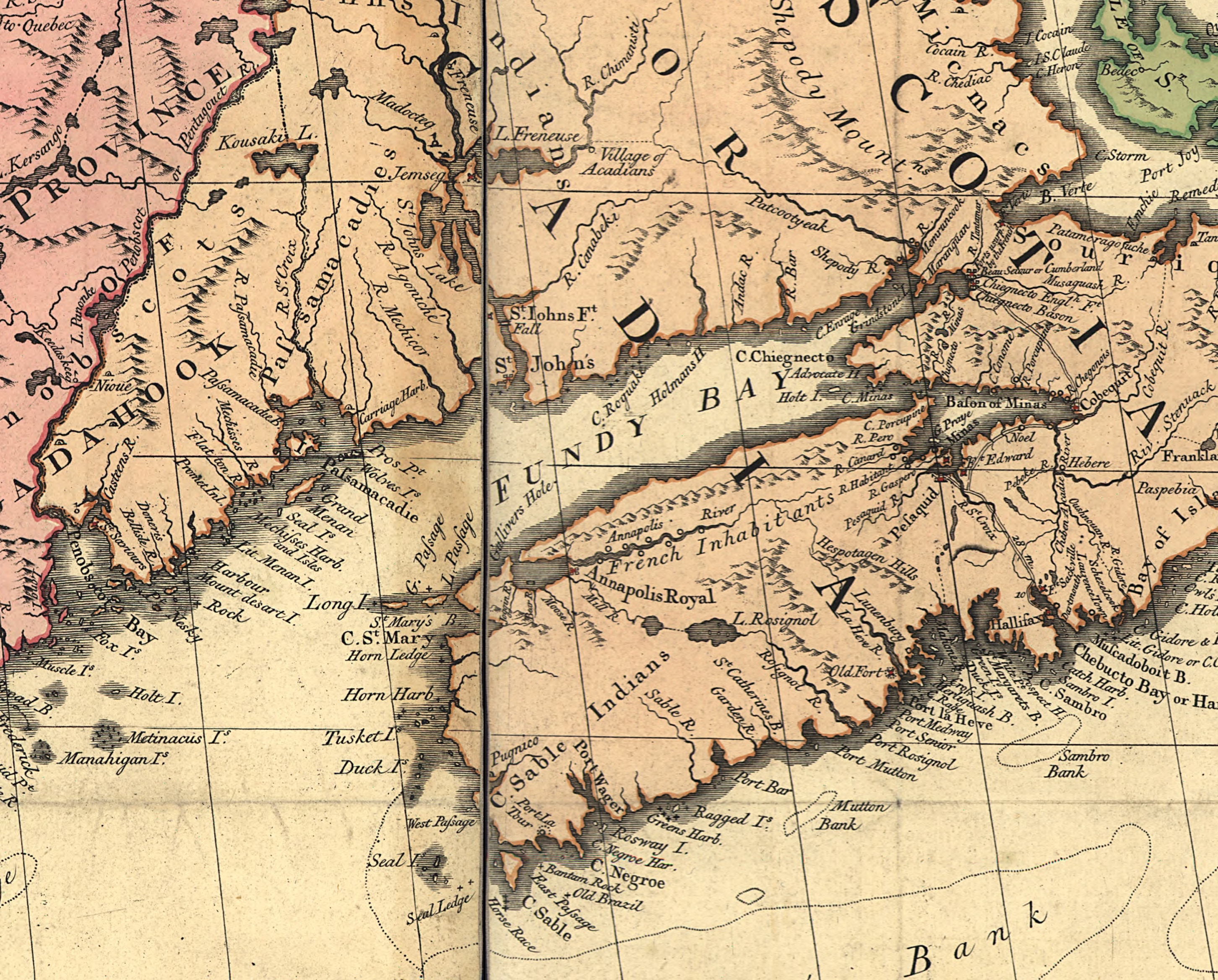
「ミッチェルの地図」部分、ローレンス砦が「Chignecto Engl Ft」、ウィンザーが「Fort Edward」と記されている

エディは、13植民地からの軍事的支援があれば、ロイヤリストが優勢なノバスコシアを独立側に付けることができると考えた。1776年前半にはマサチューセッツ湾植民地に行ってその政治と軍事の指導者達にノバスコシアにおける動きに興味を持たせようと試み、一方ではアランがノバスコシアにおける関心を高めようとしていた。アランの仕事は、ゴーラム大佐とその部隊がカンバーランド砦を再度防御するために到着し、元ノバスコシア副知事でロイヤリスト指導者のマイケル・フランクリンが活動したことで、以前より難しくなった。エディは為す術無く6月にはノバスコシアに手ぶらで帰還し、ゴーラムが自分の首に賞金を掛けたことを知ることになった。「フェンシブル」と呼ばれたゴーラムの部隊によるカンバーランドでの動きが功を奏したので、パトリオットの活動は事実上地下に潜るしかなかった。その結果、活動の中心は一部モーガービルに遷った。フレンチ・インディアン戦争の古参兵であるゴーラムはインディアン社会にパトリオットが入っていくことを妨害することができた。ミクマク族はパトリオットの側に付くことを拒み、マリシート族およびパサマクォディ族は初めはパトリオットを支持したものの、最終的にはエディが期待したあるいは約束を取り付けたほどに数が集まらなかった。
エディは8月に再度マサチューセッツ湾植民地に向かった。第二次大陸会議とジョージ・ワシントンはエディの考え、すなわちノバスコシアにおける資金あるいはその他の軍事行動を支援するものを承認しなかったが、マサチューセッツ湾植民地議会を説得してカンバーランド砦攻撃のための幾らかの物資的支援を取り付けた（主にマスケット銃、弾薬、その他軍需物資）。 植民地会議はエディがメイン地区で徴兵を行うことも認めた。

## 民兵隊の起ち上げ
エディは9月にボストンを発ってマチャイアス（現在のメイン州）に向かい、そこで20名を徴兵した。10月13日、この部隊でマチャイアスからパサマクォディ湾に向かった。これと同日に軍事行動のための長期計画で動いていたアランはカンポベロ島からマチャイアスに向かった。両部隊は海上で出逢い、アランがミクマク族（ノバスコシアで最大の部族）が助けてくれないことを告げて、エディの計画を撤回するように努めた。アランはエディにカンポベロ島で待機するよう約束させ、マチャイアスの委員会と会見するためにマチャイアスに向かった。マチャイアスの委員会がインディアンの支援はほとんど無いこを知ったとき、彼等はエディに挙行を諦めるよう説得する手紙を送った。エディは自説を曲げず、その部隊にパサマクォディ族9人を募ってカンポベロ島を去った。
エディはカンポベロ島からセントジョン川を遡ってモーガービルに至り、そこで27名を徴募してからオークパクのマリシート族集落に向かった（現在のフレデリクトンから上流）。エディはそこでマリシート族の主たる酋長ピエール・トマーが斧を取り上げることに興味を示していないという悪い報せを聞いた。エディはトマーの競合者であるアンブローズ・セントオービンを説得し、モーガービルの地域社会がインディアンの家族を支援するという合意事項と引き換えに、その遠征隊に15名のインディアンを徴募できた。エディがさらに失望したことに、セントオービンがその地域を以前に訪れたときに言っていたことに反して、地元のアカディア人は誰も加わらなかった。

## 前哨戦

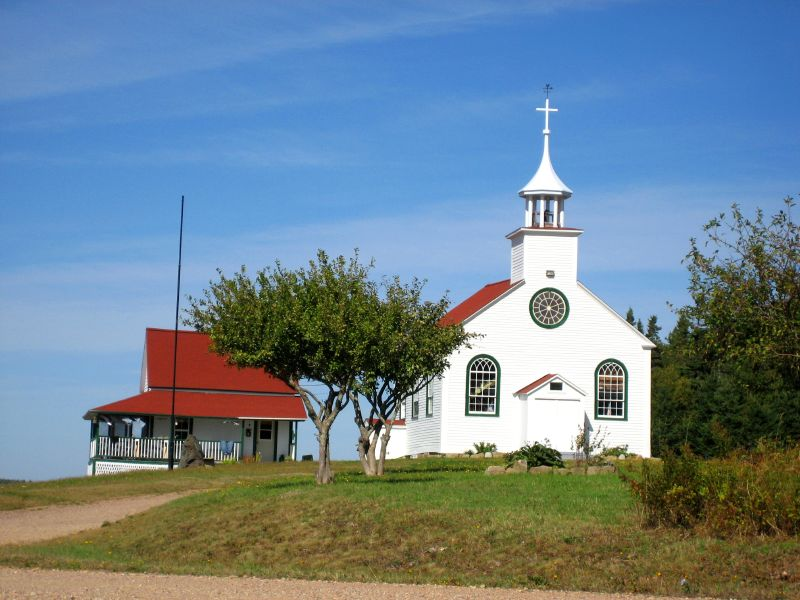
ボーモントの歴史史跡、ニューブランズウィック州フォートフォリーポイント、シェポディ前進基地の場所であった可能性がある

エディはこのとき72名になった部隊を率いて、ファンディ湾を航海してシェポディ前進基地に行った。9月にゴーラムが設立した可能性のあるこの前進基地の正確な位置は議論の対象になっている。湾の西側にある今日のホープウェルケープの可能性があり、あるいは東側にあるフォートフォリーポイントかもしれない。いずれにしても、10月25日にエディがゴーラムのフェンシブル隊偵察員を捕獲し、1人を殺し、他を負傷させたのがそこだった。捕虜はマチャイアスに送り返され、エディは隊員の何人かをコカーニュに送ってミクマク族を徴募しようとしたが無駄だった。エディ自身はメムラムコックへの移動を続け、そこで2ダースばかりのアカディア人を徴募することができた。この大きくなった部隊がサックビルに行くと多くの開拓者が部隊に加わり、総勢は約180名に脹れ上がった。ゴーラムは11月4日にエディの行動について知らされた。これはシェポディ偵察隊に補給物資を持って行った船が地元民からエディの行動を告げられたからだった。ゴーラムは砦の守りを強化させたが、砦から出るどの道がエディに塞がれるかが分からなかったので、ハリファックス、あるいはウィンザーに直ぐ知らせようとはしなかった。
10月31日、フリゲート艦ジュノーが補給用スループ船ポリーを護衛してカンバーランド砦に到着し、砦の下、オーラック川に停泊した。ポリーは砦が冬を越すための物資を積んでおり、即座に荷卸しが始まった。ジュノーはサックビルから容易に見ることができ、ジュノーがいることは砦の防御度が上がるだけに心配だった。エディにとって幸運だったことに、ジュノーはポリーを砦の下に残して11月3日に出港した。11月6日、エディの偵察隊が砦に近付いてくるようになり、ゴーラムに敵の接近を警告した。ゴーラムはポリーを保護する手段は何も採らず、それ以前に派遣していた偵察員が戻るのを待つことにしたために、その窮状を伝える試みも再度遅れた（偵察員がどうなったかは不明である。彼等は砦が包囲されるまで戻らなかった）。その夜、エディ部隊から30名がポリー船上の眠たげな衛兵を急襲し、13人を捕虜に取った。この急襲隊はたまたま近くに停泊していたパトリオットのシンパが所有する船も確保した。
11月7日の朝、ゴーラムはウィンザーに伝令を派遣する時だと判断した。彼は1隊の伝令を下の船着き場に送った。その部隊は約30名だったが、エディがその船を支配しているとは知らなかったので、到着するや否やエディの部隊に捕まえられた。その後ポリーはカンバーランド砦の東にあるローレンス砦に向かい、物資が陸揚げされた。カンバーランド砦の歩哨がその動きを視認し、ゴーラムはその船がエディに奪われたことを覚り、船に対して砲撃を始めたが空しかった。

## 包囲戦

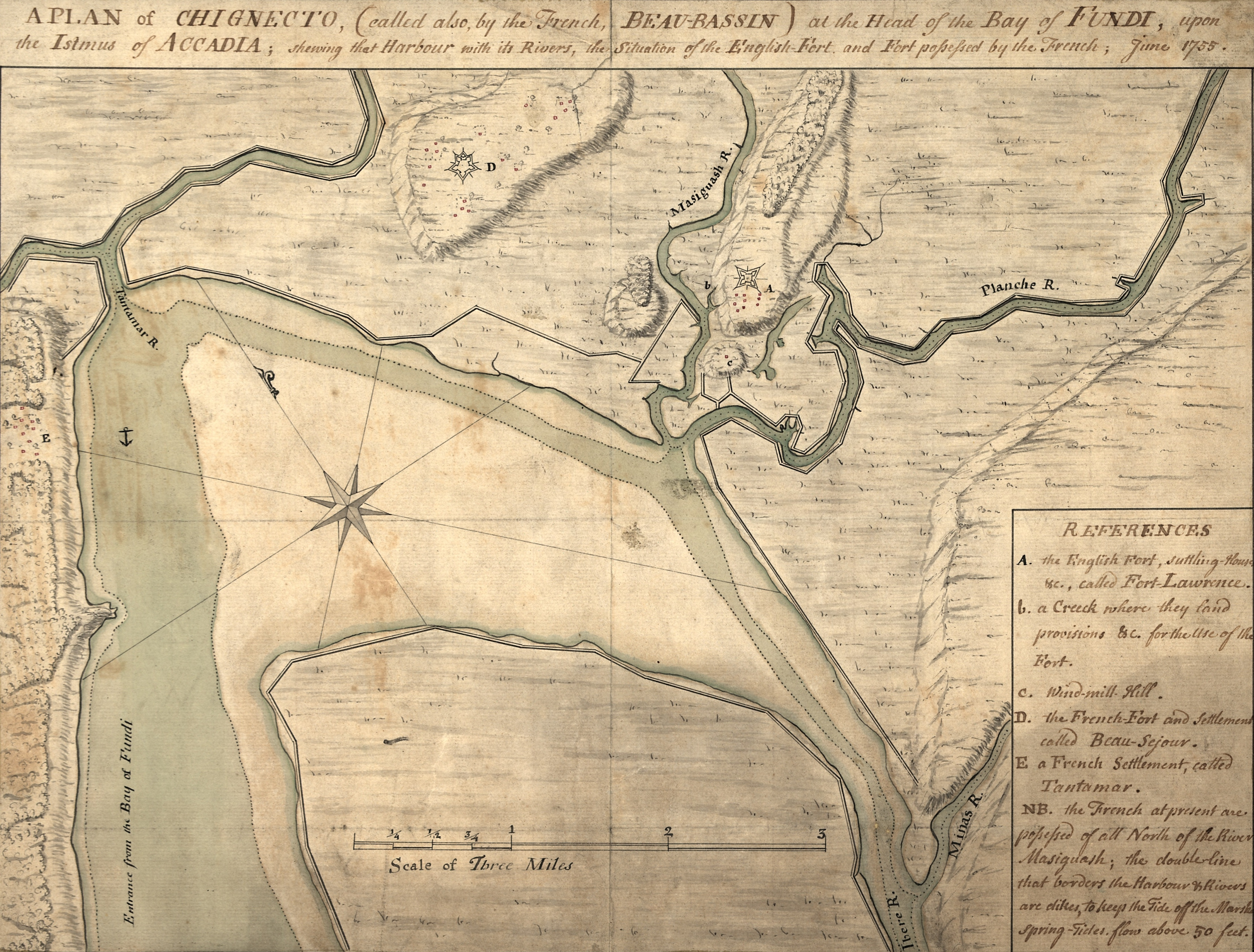
1755年の地域の地図、カンバーランド砦は地図上部中央の"D" で示され、オーラック川は左上のタントラマー川の右支流だが、地図上の名称表示は無い

ゴーラムは状況を調査させた。その守備隊の4分の1近く（60名以上）がエディに捕まえられており、捕獲前にポリーから降ろしていなかった重要な燃料などの物資も奪われていた。その防御は砦のほば全体にわたる急拵えの柵と6門の大砲だったが、その大砲もまだ3門しか据えられていなかった。砦の軍事用人員は士官と砲兵を含めて176名だった。その後の数日間で地元民兵が到着して総勢は200名ほどになったが、病気のために戦闘には適していない者まで含めての数字だった。11月7日と8日、エディの警戒線を抜けて伝令を発しようとしたが、どちらも不成功だった。
11月8日、エディの部隊にはコーブクイドとピクトウから約200名が加わり、11月10日には遂に行動の時が来たと考えられた。エディはゴーラムにその守備隊の降伏を要求する手紙を送った。ゴーラムはこれを拒否し、逆にエディに降伏を要求した。
翌日この地域外の政府がエディの行動を知った。私掠船を求めてファンディ湾をパトロールし、囚われていた渡し船を救出したマイケル・フランクリンはその乗客からエディが活動していることを知った。この報せがハリファックスに届くと、マリオット・アーバスノット副知事は、第15連隊にアナポリスを基地とする船を使ってウィンザーにあるエドワード砦に行き、包囲された砦を解放
するための軍隊を運ぶよう命じた。
ジョージ・コリアー提督はファンディ湾で私掠船が横行しているとの噂に接し、既にHMSバルチャーを派遣していたが、HMSホープにバルチャーの居場所をつきとめ支援させるよう命じた。しかし、ホープは私掠船を捕まえてハリファックスに戻った。ホープは再度補給船を護衛してカンバーランド砦に派遣された。一方バルチャーは偶然ウィンザーに到着し、そこで幾らかの海兵とフェンシブル隊員を乗せた。
パトリオット側は大砲が無かったので、11月12日夜に砦襲撃を試み、ゴーラムの部隊を砦の弱点から逸らせるために陽動行動を試みた。経験のあるゴーラムはそれを陽動だと見破り、攻撃部隊を撃退した。エディ部隊の中のマリシート族戦士の1人が砦の中に忍び込み、門を開ける寸前までいったが、最後の瞬間に止められた。この失敗した攻撃の後は、指導者の委員会がエディに対抗して形成されたので、エディは事実上部隊の支配力を失った。11月22日と23日に委員会が命じた夜襲は幾つかの建物を占領して燃やすことに成功したが、ゴーラムがその陣地をしっかりと確保し、攻撃部隊はまたしても撃退された。
11月27日、バルチャーが到着した。パトリオット側は敵の援軍の到着に直面して退却を選ぶよりも、守りを固めた。ゴーラムは、対面する敵の勢力に関する情報を得て出撃を計画した。11月29日の早朝、トマス・バット少佐が正規兵とゴーラムのフェンシブル隊からの150名を率いて出撃し、エディ隊を蹴散らし、数人を死傷させた。自隊の損失は戦死2名、負傷3名だった。

## 戦闘の後

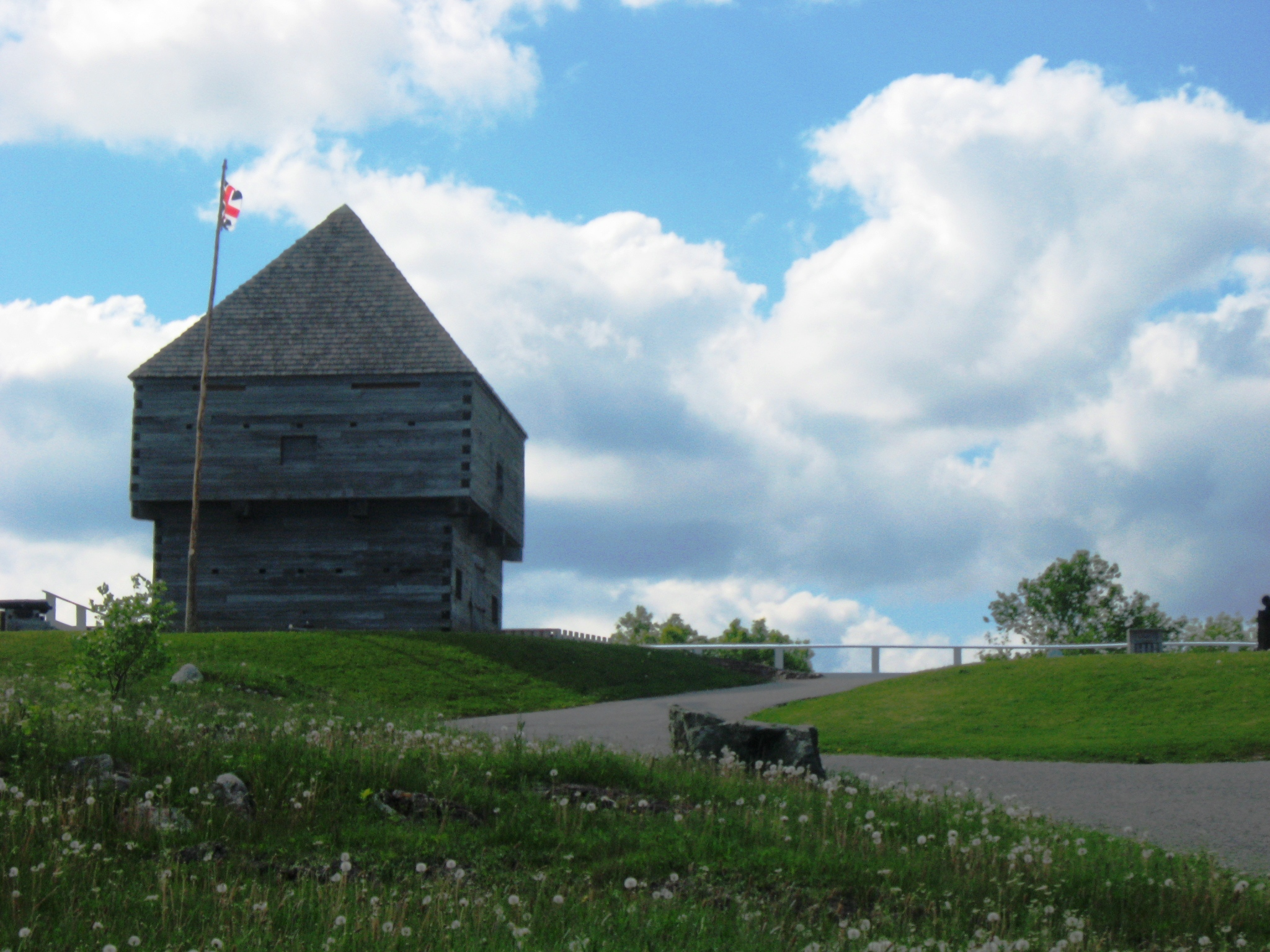
ハウ砦の跡に立つシェルターの複製、セントジョン川河口にある。この地域は私掠船や反逆者の活動を防ぐために1777年にイギリス軍によって防御を固められた

バット隊はエディ隊を追跡したが、悪天候と適切な足回りを持たなかったために追撃を中止させることになった。エディ隊は散開し、多くは陸路をモーガービルに退却した。マサチューセッツから来た者の中には2ヶ月以上を要してマチャイアスに戻った者もいた。パトリオット支援者の家屋や農場が報復のために燃やされたが、イギリス当局はその後にノバスコシアの検事総長になったリチャード・ジョン・ユニアックを含め、捕虜とした反逆者に対し寛大な処置を採った。ゴーラムは降伏した者達に恩赦を提案し、100人以上の土地の住人がそれを受け入れた。このことでバット少佐はゴーラムを職務怠慢の廉で訴えた。ゴーラムは無罪とされた。
カンバーランド砦の勝利は、アランやエディのようなパトリオットのシンパを駆逐したこともあって、ノバスコシアにおけるイギリスの存在を強化したが、土地に残った者を服従させ、その多くには王室に対する忠誠を要求することによってもさらに強化された。戦争の残り期間、幾らかの世情不安は残されたが、これ以上大きな軍事的脅威は起こらなかった。その後最も大きな出来事は1777年夏に起こった。ジョン・アランがノバスコシアで行動を起こすことについて大陸会議の承認を得た。しかし、このためにほんの少数の部隊しか集まらず、イギリス軍はそのような試みを終わらせる力があることを示した。エディもアランの行動に関わっていたと考えられるが、1777年8月以前のその動きは不詳である。この年8月13日から15日にイギリス軍がマチャイアスの町を占領しようとしたときにエディがマチャイアスに居たということは知られている。
この闘争はノバスコシアとニューブランズウィックの19世紀歴史書にはほとんど記録されておらず、最小の記述があるだけである。地元住民（インディアン、アカディア人、英語を話す住民）が包囲戦に関わったことは一般に理解されていないか知られていない。戦場はカナダ国定史跡として保存され、カナダ公園管理局が管理している。